# Elinor Burkett
Elinor Burkett (Filadélfia, 9 de outubro de 1946) é uma jornalista, autora, produtora cinematográfica e cineasta norte-americana. Como reconhecimento, venceu, no Oscar 2010, a categoria de Melhor Documentário em Curta-metragem por Music by Prudence.